# Life Sentence (série de televisão)
Life Sentence (estilizado em tela como L!fe Sentence) é uma série de televisão americana da emissora The CW. A série é protagonizada por Lucy Hale, que interpreta a personagem Stella Abbott. A série estreou em 7 de março de 2018.
Em 8 de maio de 2018, a estrela da série, Lucy Hale anunciou que a série não irá retornar para uma segunda temporada.

## Sinopse
Quando uma jovem mulher descobre que o câncer terminal do qual ela achava que sofria era apenas um alarme falso, ela precisa viver com as consequências das decisões que tomou enquanto achava que estava morrendo.

## Elenco e personagens

### Principal
- Lucy Hale como Stella Abbott
- Elliot Knight como Wes Charles
- Jayson Blair como Aiden Abbott
- Brooke Lyons como Elizabeth Abbott Rojas
- Carlos PenaVega como Diego Rojas
- Gillian Vigman como Ida Abbott
- Dylan Walsh como Peter Abbott

### Recorrente
- Anna Enger como Helena Chang
- Claudia Rocafort como Poppy
- Noor Anna Maher como Fiona
- Emanuel Eaton como Frank
- Nadej Bailey como Sadie
- Alyshia Ochse como Marlene
- Riley Smith como Dr. Will Grant[3]

## Episódios
| N.º | Título                                                           | Dirigido por       | Escrito por                                  | Exibição original   | Audiência (milhões) |
| --- | ---------------------------------------------------------------- | ------------------ | -------------------------------------------- | ------------------- | ------------------- |
| 1 | "Pilot" "Piloto"                                                 | Lee Toland Krieger | Richard Keith & Erin Cardillo                | 7 de março de 2018  | 0.67                |
| Quando Stella, uma jovem que passou os últimos oito anos vivendo como se estivesse morrendo, descobre que se curou do câncer, ela de repente precisa enfrentar as consequências de passar "vivendo o momento" por tanto tempo, quando tomou decisões como se casar com um completo estranho. Ela também descobre que sua "família perfeita" não é tão perfeita já que todos escondiam seus problemas dela. Stella fica chocada ao saber que seus pais Peter e Ida não estão mais em uma relação amorosa; que sua irmã Elizabeth desistiu de seus próprios sonhos de começar uma família com o marido Diego para cuidar dela; e que seu irmão Aiden ainda mora na garagem, vende Adderall para mães de futebol e usa o câncer de Stella para sensibilizá-las a dormir com ele. Enquanto isso, o marido de Stella, Wes, começa a se preocupar que não pode continuar fingindo ser o marido perfeito para o resto da vida. Com a realidade diante dela, Stella precisa reaprender a viver e ajudar sua família e amigos a fazer o mesmo. |                                                                  |                    |                                              |                     |                     |
| 2 | "Re-Inventing the Abbotts" "Reinventando os Abades"              | John T. Kretchmer  | Richard Keith & Erin Cardillo                | 14 de março de 2018 | 0.56                |
| Quando o Serviço de Imigração aparece inesperadamente no apartamento de Stella e Wes para verificar a legitimidade de seu casamento, eles percebem que precisam defender seu casamento ou Wes pode ser deportado de volta para Londres. Peter e Ida decidem vender a casa, mas quando uma oferta chega, Peter hesita em seguir adiante. Stella tenta ajudar Aiden a assumir suas responsabilidades e parar de evitar a realidade. Enquanto isso, Elizabeth está tendo um bloqueio criativo e Stella acha que ela tem uma solução. |                                                                  |                    |                                              |                     |                     |
| 3 | "Clinical Trial and Error" "Testes e Erros Clínicos"             | David Warren       | Margaret Easley & Laura Putney               | 21 de março de 2018 | 0.49                |
| Enquanto Stella assume seu novo papel como voluntária, ela descobre que Sadie não tem ninguém para lutar por ela. Stella sugere que Sadie tente o teste clínico que funcionou para ela, mas suas esperanças são frustradas quando descobrem que o teste foi encerrado. Enquanto Wes está cuidando dos filhos de Diego, um deles fica doente, e Ida lhe oferece ajuda. Enquanto isso, Aiden incentiva seu pai a ter uma noite de homens para ajudá-lo a esquecer Ida. |                                                                  |                    |                                              |                     |                     |
| 4 | "How Stella Got Her Groove On" "Como Stella Encontrou Seu Ritmo" | Roger Kumble       | Lisa Melamed, Erin Cardillo e Richard Keith  | 28 de março de 2018 | 0.40                |
| Quando Stella decide se candidatar a uma posição de gerente, ela descobre outro segredo sobre seu passado, forçando-a a pensar o que ela realmente quer fazer com sua vida. Sabendo que precisa de dinheiro, Wes começa a trabalhar secretamente em um projeto que perturba Stella. Com a casa vendida, Peter e Aiden se encontram em uma situação de moradia inusitada. Enquanto isso, Aiden está pronto para assumir a responsabilidade de ser pai, mas recebe algumas notícias chocantes que mudam as coisas. |                                                                  |                    |                                              |                     |                     |
| 5 | "Wes Side Story" "A História Paralela de Wes"                    | Arlene Sanford     | Oliver Goldstick                             | 4 de abril de 2018  | 0.44                |
| Stella sente que ela e Wes precisam voltar a um ritmo romântico, mas as coisas mudam quando Wes recebe uma visita surpresa. Aiden está dividido sobre se deve ou não dizer ao pai a verdade sobre a mulher que ele está namorando. Enquanto isso, Ida parece estar tendo dificuldade em lidar com o novo relacionamento de Peter, que começa a causar problemas em sua própria vida. |                                                                  |                    |                                              |                     |                     |
| 6 | "Who Framed Stella Abbo"                                         | Norman Buckley     | Nelson Soler                                 | 27 de abril de 2018 | 0.42                |
| Quando Stella e Wes concordam em dizer a verdade um ao outro, isso se torna um problema para Wes quando se trata do Dr. Grant. Stella ajuda Aiden a conseguir um emprego em sua cafeteria, mas ela logo começa a notar que Aiden está tramando algo. Quando Stella pede ajuda de Wes e sua família para lidar com a situação, todos concordam que Aiden precisa descobrir por conta própria. Enquanto isso, Lizzie e Diego estão tentando fazer as coisas voltarem ao normal com as crianças. |                                                                  |                    |                                              |                     |                     |
| 7 | "Our Father the Hero"                                            | Viet Nguyen        | Tad Safran                                   | 4 de maio de 2018   | 0.37                |
| Com Aiden enfrentando um dilema crescente, ele tem fé de que Peter irá mantê-lo longe de problemas. Stella se esforça para não contar a Aiden a verdade sobre quem realmente avisou a polícia. Wes não fica feliz quando vê Dr. Grant se apresentando no bar. Enquanto isso, Lizzie e Diego lutam para fazer a escolha certa sobre a educação dos gêmeos. |                                                                  |                    |                                              |                     |                     |
| 8 | "Sleepless Near Seattle"                                         | Ellen S. Pressman  | Zach Dodes                                   | 11 de maio de 2018  | 0.37                |
| Stella viaja com Dr. Grant e Sadie para ajudar Sadie a fazer um teste clínico. Enquanto Stella está fora, Wes recebe uma ligação de seu ex sobre uma oportunidade de trabalho. Peter e Aiden tentam encontrar um novo normal entre eles, e Aiden faz um novo amigo inesperado. Enquanto isso, Lizzie e Diego descobrem que seu filho está sendo intimidado na escola, o que desperta um novo lado de Diego. |                                                                  |                    |                                              |                     |                     |
| 9 | "What To Expect When You're Not Expecting"                       | John T. Kretchmer  | Louisa Levy                                  | 18 de maio de 2018  | 0.45                |
| Quando Stella e Wes começam a discutir sobre o futuro, eles descobrem coisas que nem esperavam. Depois de discutir a questão com Lizzie, Stella percebe que ela pode não estar tão pronta para o futuro como pensava. Aiden percebe que tem sentimentos por uma garota de seu trabalho no serviço comunitário, o que o coloca em território desconhecido. Enquanto isso, o plano de Diego para impressionar a nova chefe se torna estranho quando Ida e Peter ficam interessados por ela. |                                                                  |                    |                                              |                     |                     |
| 10 | "The Way We Work"                                                | Janice Cooke       | Laura Putney & Margaret Easley               | 25 de maio de 2018  | 0.36                |
| Stella e Wes percebem que seus problemas são maiores do que imaginavam e buscam ajuda profissional. Aiden começa a procurar emprego e pede a ajuda de Wes. Lizzie e Ida começam a trabalhar juntas, mas isso traz à tona questões que nenhuma delas antecipou. Enquanto isso, o relacionamento de Peter parece estar indo bem, mas ele tem que tomar uma decisão difícil sobre quem vem primeiro. |                                                                  |                    |                                              |                     |                     |
| 11 | "Frisky Business"                                                | Tessa Blake        | Nelson Soler & Erin Cardillo & Richard Keith | 1 de junho de 2018  | 0.46                |
| Stella e Wes sentem que finalmente estão em um bom lugar, mas logo descobrem que ficar neste lugar é mais difícil do que imaginavam. Stella recebe a oportunidade de ajudar a planejar um evento para o hospital. Aiden gasta dinheiro sem consultar Wes, forçando Wes a encontrar um investidor. Enquanto isso, Peter descobre sobre o sonho de Ida e tem que decidir se ele vai ajudá-la a tornar isso real ou não. |                                                                  |                    |                                              |                     |                     |
| 12 | "Love Factually"                                                 | Michael Grossman   | Oliver Goldstick                             | 8 de junho de 2018  | 0.38                |
| Stella está desesperada para falar com Wes, mas um problema continua atrapalhando. Tentando se concentrar em seu novo trabalho no hospital, Stella descobre algumas informações sobre Wes. Peter e Ida comemoram seu último aniversário de uma maneira incomum. Enquanto isso, a família Abbott fica paralisada quando outra pessoa, além de Stella, fica doente. |                                                                  |                    |                                              |                     |                     |
| 13 | "Then and Now"                                                   | John T. Kretchmer  | Erin Cardillo & Richard Keith                | 15 de junho de 2018 | 0.37                |
| Depois que Stella coloca a vida dela e de Wes nas mídias sociais, eles tentam defender seu relacionamento com o mundo e são forçados a questionar o que o futuro lhes reserva. O susto com a saúde de Peter faz com que ele perceba com quem ele realmente quer estar. Enquanto isso, Aiden não quer desistir de seu sonho do bar e clama por encontrar uma solução. |                                                                  |                    |                                              |                     |                     |

## Produção
A série foi criada por Erin Cardillo e Richard Keith para The CW como uma entrada de meia temporada durante a temporada de televisão de 2017-18. Eles também são produtores executivos da série, junto com Oliver Goldstick, Bill Lawrence, Jeff Ingold e o diretor Lee Toland Krieger. A série é produzido pela In Good Company, Doozer Productions, CBS Television Studios e Warner Bros. Television e filmado em Vancouver, Colúmbia Britânica, Canadá. A série é definida na cidade fictícia de Asheville, Oregon.
A The CW ordenou a série oficialmente Life Sentence em 10 maio de 2017. Em janeiro de 2018, a rede anunciou a data de estréia da série em 7 de março de 2018.
Em 30 de março de 2018, a The CW anunciou que Life Sentence iria para as sextas-feiras às 21h, que começou com o sexto episódio.